# Јејски рејон
Јејски рејон (рус. Ейский район) административно-територијална је јединица другог нивоа и општински рејон смештен на крајњем северозападу Краснодарске Покрајине, на крајњем југозападу европског дела Руске Федерације.
Административни центар рејона налази се у граду Јејску.
Према подацима националне статистичке службе Русије за 2017. на територији рејона живело је 135.483 становника или у просеку око 63,9 ст/km². По броју становника налази се на 6. месту међу административним јединицама Покрајине. Површина рејона је 2.120,29 km².

## Географија
Јејски рејон се у северозападном делу Краснодарске Покрајине, обухвата територију површине 2.120,29 km². Граничи се са Шчербиновским рејоном на североистоку, на југоистоку је Каневски, а на југу Приморско-ахтарски рејон. На северозападу излази на обале Азовског мора, односно на његов Јејски лиман и Таганрошки залив који су међусобно раздвојени Глафировском превлаком.
Највећи део рејонске територије налази се на ниском Јејском полуострву, маленом полуострву ширине око 40 km које са три стране омеђују воде Азовског мора (Јејски лиман и Таганрошки залив на северу и Бејсушки лиман на југу). Подручје је познато по бројним уским печшаним превлакама које се дубоко усецају у море − Јејска на северу, Дуга на западу и Камишеватска на југу. На крајњем југу рејона налази се плитко лиманско Ханско језеро у које се улива река Јасени, једини значајнији водоток на подручју Јејског рејона.

## Историја
Као политичко-административна јединица, Јејски рејон је званично успостављен 2. јуна 1924. као један од општинских рејона тадашњег Донског округа Југоисточне области. Пар месеци касније прелази у састав Северо-кавкаске покрајине, а од 1934. и азовско-црноморске покрајине. У саставу Краснодарске покрајине је од 13. септембра 1937. године.
Подручје града Јејска издвојено је из граница рејона 1939, а рејон и град су поново обједињени у једну целину тек 2008. године.

## Демографија и административна подела
Према подацима са пописа становништва из 2010. на територији рејона живело је укупно 141.145 становника, док је према процени из 2017. ту живело 135.483 становника, или у просеку око 63,9 ст/км². По броју становника Јејски рејон се налази на 6. месту у Покрајини са уделом у укупној популацији од 2,43%.
| 1959.  | 1970.  | 1979.  | 1989.  | 2002.  | 2010.   | 2017.    |
| ------ | ------ | ------ | ------ | ------ | ------- | -------- |
| 39.660 | 40.800 | 40.187 | 40.165 | 43.962 | 141.245 | 135.483* |

Напомена:* Према процени националне статистичке службе. 
На територији рејона налази се укупно 40 насељених места административно подељених на 11 другостепених општина, једну градску и 10 руралних. Административни центар рејона и једино градско насеље је град Јејск у ком живи око 60% рејонске популације.